# NOI Techpark Südtirol/Alto Adige
Der NOI Techpark Südtirol/Alto Adige ist ein 2017 begründeter Technologie- und Wissenschaftspark in Bozen (Südtirol, Italien). NOI steht als Akronym für Nature Of Innovation, spielt aber auch auf das deutsche Wort „neu“ und das italienische Wort noi für „wir“ an.
Die Einrichtung ist als Gründerzentrum konzipiert und unterstützt technologieorientierte, möglichst innovative Neugründungen und Jungunternehmen bzw. auf Wachstum angelegte Startup-Unternehmen. Daneben soll der NOI Techpark zur regionalen Wirtschaftsförderung und Vernetzung beitragen. Als wichtigste wissenschaftliche Akteure fungieren Eurac Research, die Freie Universität Bozen und die Fraunhofer-Gesellschaft. Der NOI Techpark ist im südlich des Stadtzentrums gelegenen Industriebezirk Bozen angesiedelt. Er ist insbesondere auf Kooperation und Technologietransfer in den vier Feldern Green, Digital, Food und Automotive/Automation ausgelegt.

## Architektur

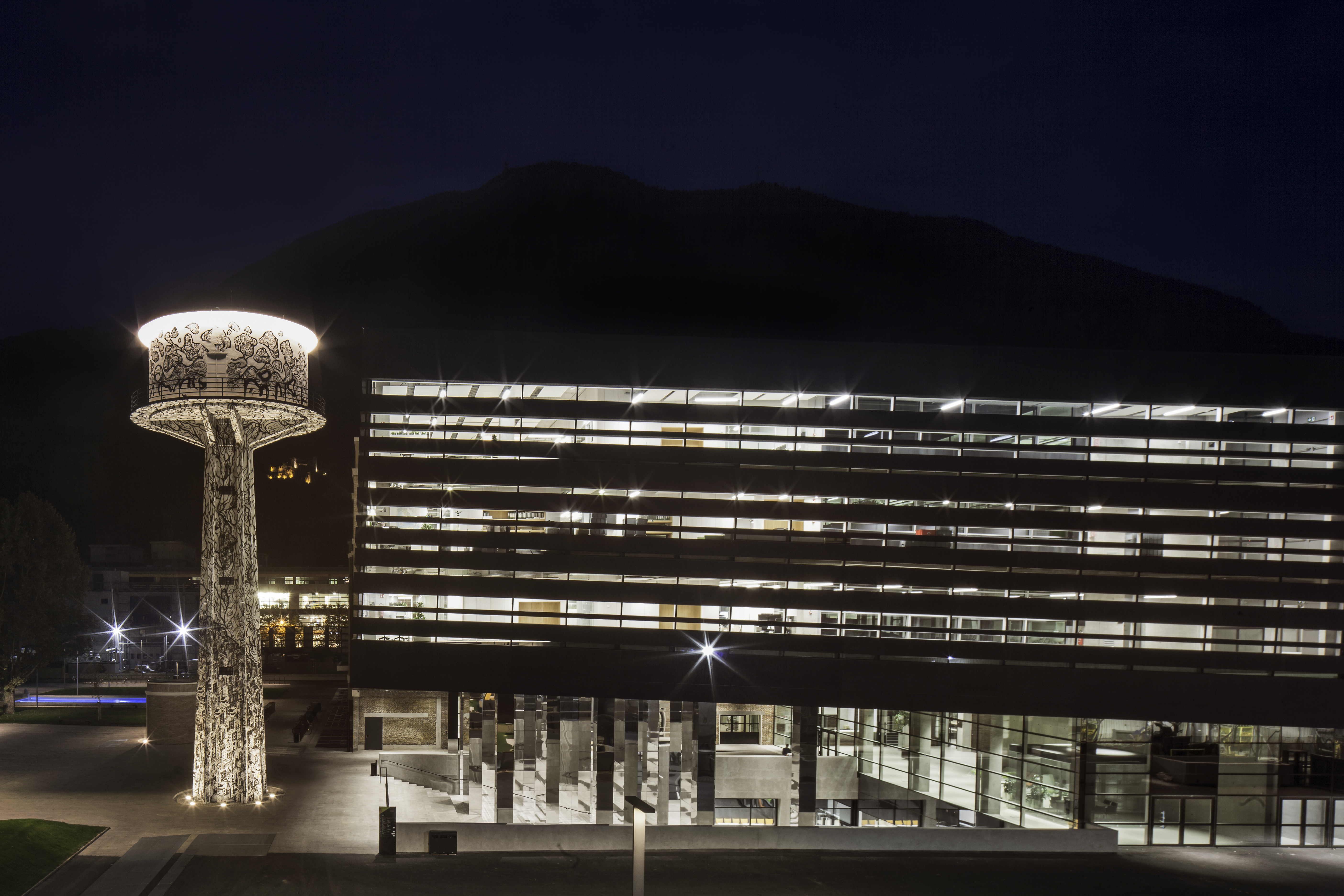
Der piezometrische Turm und der Black Monolith, Seitenansicht

Die Anfänge des NOI Techparks stammen aus dem Jahr 2007, dank eines internationalen Ideenwettbewerbs, der die Wiedergewinnung des Areals und der beiden ehemaligen, rationalistischen Industriegebäude beabsichtigte. 2008 bemalte der polnische Künstler Mariusz Waras (alias M-City) anlässlich der siebten Ausgabe der europäischen Kunstbiennale Manifesta den Wasserturm der Anlage. Das von Chapman Taylor Italia (Mailand) und dem Studio CLEAA (Claudio Lucchin e Architetti Associati Angelo Rinaldo Daniela Varnier, Bozen) mit Andrea Cattacin (Meran) ausgearbeitete Projekt hat dem ursprünglichen Komplex den Schwarzen Monolithen direkt vor dem piezometrischen Turm hinzugefügt: Dabei handelt es sich um einen schräg verlaufenden, mit schwarz oxidierten Aluminiumschaumplatten verkleideten Quader, der schräg aus dem Boden herausragt, inspiriert vom rätselhaften Totem in Stanley Kubricks Film „2001: Odyssee im Weltraum“. 2025 kam eine goldene Säule hinzu, die das Künstlerduo Schwarzenfeld entworfen hat.

## Geschichte des Areals

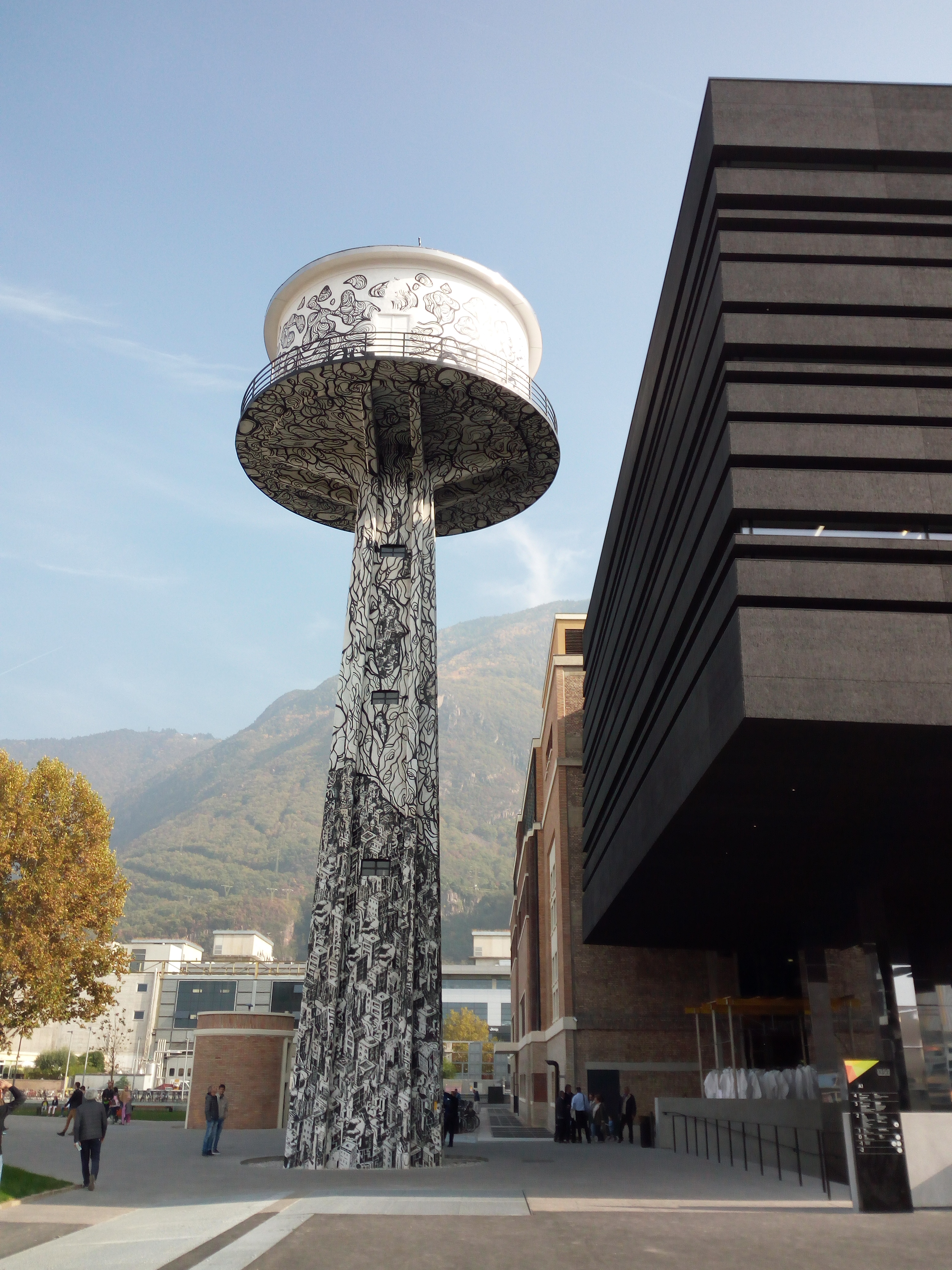
Der piezometrische Turm

Um die Italienisierung Südtirols zu beschleunigen, forcierte das faschistische Regime die Industrialisierung der Stadt Bozen und versprach den Unternehmern starke wirtschaftliche Beiträge und Energie in großen Mengen. Zwischen 1934 und 1939 wurden u. a. die Unternehmen Montecatini Lancia, die Falck-Stahlwerke und die Magnesiumfabrik angesiedelt, die das Rückgrat des Industriegebiets bildeten. Die „fabbrica dell‘aluminio“ hatte sich als strategisch wichtig erwiesen, da sie in der Zeit der Autarkie der Elektrifizierung des Landes und der Rüstung diente. Nach dem Zweiten Weltkrieg war sie mit mehr als 1.700 Arbeitern die größte Aluminiumfabrik Italiens geworden, auch dank der günstigen Energie aus den zahlreichen Wasserkraftwerken der Alpenregion, die nötig war, um aus Bauxit Aluminium zu gewinnen. Mit dem Beginn der 70er Jahre begann jedoch der Produktionsrückgang des Unternehmens, der Anfang der 90er Jahre zur endgültigen Schließung der beiden Hauptlinien und zum Kauf eines Teils des Geländes, etwa 9 Hektar, durch die Südtiroler Landesverwaltung führte. Ein Teil der bestehenden Gebäude wurde sofort abgerissen, um weitere Unternehmen zu gründen, während 2004 die Hauptgebäude des Industriekomplexes unter Denkmalschutz gestellt wurden: die beiden Kraftwerke „Bolzano 1“ und „Bolzano 2“ sowie die Gebäude vor der Straße, die einst für den Concierge, die Verwaltung und die Mensa bestimmt waren. Nach der Kunstbiennale Manifesta 7, die im Frühjahr/Sommer 2008 in der Fabrik stattfand, wurde eine gemischte Nutzung der bestehenden Gebäude ins Auge gefasst und in der Folge Teile der Freien Universität Bozen und bestehende Forschungszentren (Fraunhofer Italia, Eurac Research, Klimahausagentur, Versuchszentrum Laimburg) und Privatunternehmen an einem Ort zusammengeführt, um wirtschaftspolitische Synergieeffekte anzustoßen.

## Zertifizierungen
Das Quartier erhielt – erstmals in Europa – eine LEED-Gold-Zertifizierung, die die Nachhaltigkeit des Projekts unter dem Gesichtspunkt des Umweltschutzes garantiert.

## Bedeutung des Namens

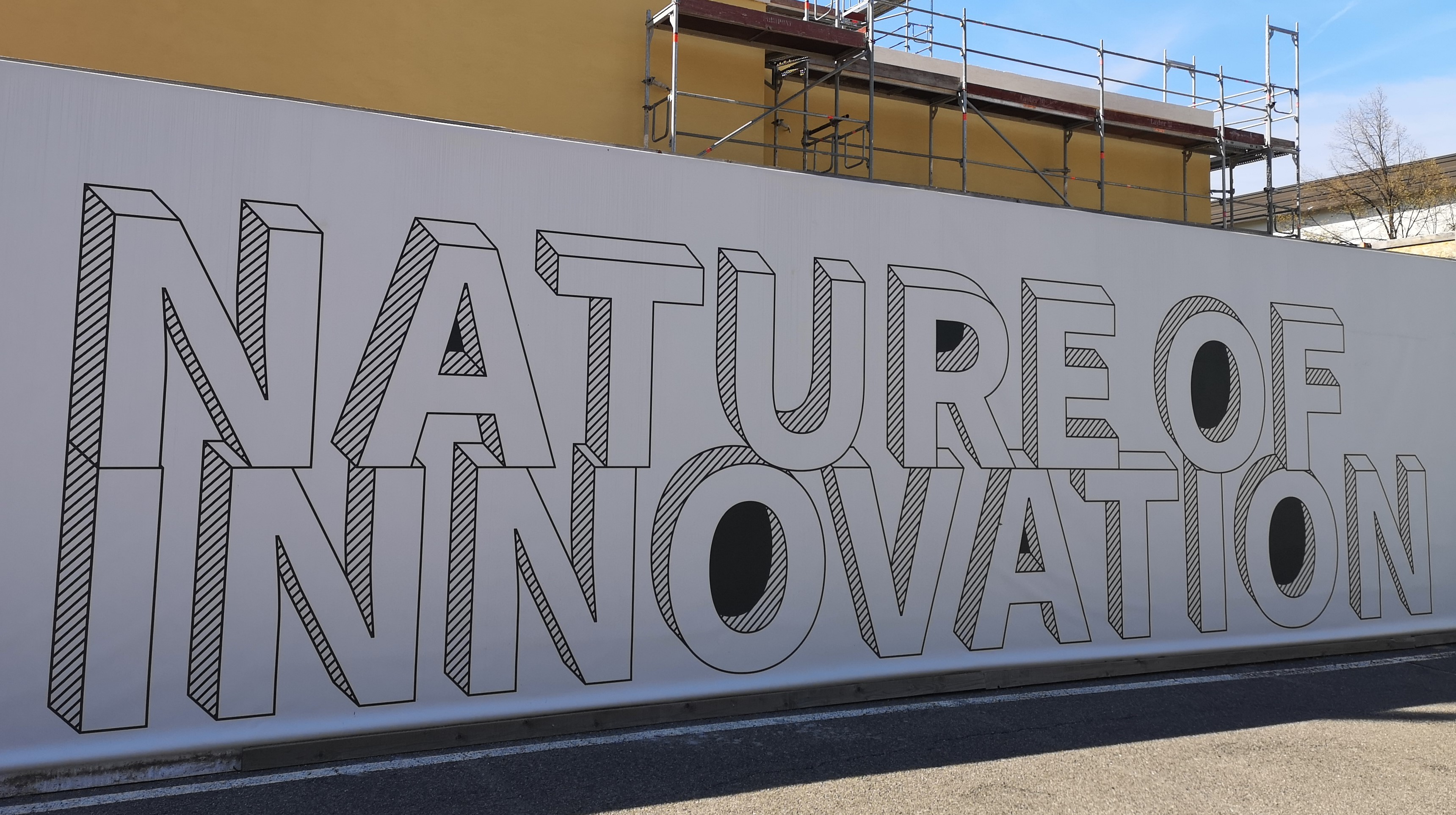
Schriftzug des NOI Techpark auf Bauplane

Der NOI Techpark, vom Haupteingang aus gesehen

Der Name „NOI“ ist ein Akronym für „Nature of Innovation“ und drückt die Absicht aus, innovative Prozesse durch naturnahe Konzepte zu fördern und hierbei auf Nachhaltigkeit und Anpassungsfähigkeit zu setzen. Der natürliche Zyklus des Lebens, der Kreislauf der Jahreszeiten und die Kraft der Natur sind auf die Handlungen und Produkte von Unternehmen und Start-ups in den fünf Leitsektoren übertragbar: Nachhaltigkeit, Lebensmittel, digitale Technologien, Automobilindustrie und Automatisierung.